# Церковь на чердаке
Церковь Господа нашего на чердаке («Наш Господь под крышей»; нидерл. Museum Ons' Lieve Heer op Solder) — музей в Амстердаме (Нидерланды), расположенный в доме по адресу: Аудезейдс Форбургвал № 40. Он находится на чердаке ничем не примечательного внешне здания, в котором находилась тайная (домашняя) католическая церковь. Домашний характер церкви был вызван тем, что в ходе реформации в Нидерландах официальной религией стал кальвинизм, а верующим других конфессий препятствовали в отправлении публичных религиозных обрядов. Церковь была основана во второй половине XVII века, а в 1887 году перестала использоваться в религиозных целях. В 1888 году группой историков и краеведов в здании был открыт музей (старейший в Амстердаме после Рейксмюсеума). В помещении церкви до сих пор проходят богослужения. 

## История
В ходе реформации в Нидерландах основной религией в стране стал кальвинизм, а католические монастыри и церкви были закрыты или переданы протестантам. После заключения в 1579 году Утрехтской унии кальвинистская церковь стала ведущей в Республике Соединённых провинций, а с 1586 года и официальной. Однако в то время подавляющее большинство жителей новообразованного государства всё ещё являлись приверженцами католичества. При этом в стране свобода вероисповедания была гарантирована представителям непротестантских конфессий. Никого насильственно не заставляли перейти в кальвинизм, а если верующие, в частности католики, не осуществляли свои религиозные ритуалы открыто, то это являлось их личным делом и власти относились к такой практике снисходительно. 
На этом фоне в Нидерландах стали появляться частные церкви, молельни, капеллы и т. д., а власти относились к такому явлению довольно толерантно, лишь бы они имели не публичный характер, их нельзя было свободно увидеть с улицы, а проводимые богослужения не были слышны посторонним. В 1661—1663 годах преуспевающий льноторговец Ян Хартман (нидерл. Jan Hartman), исповедовавший католицизм, построил в Амстердаме дом на верхнем этаже которого он разместил католическую часовню построенную прежде всего для своего сына Корнелиса, учившегося в то время на священника. При обустройстве особняка Хартман объединил чердаки трёх домов. На время получения церковного образования сыном, купец сдал часовню в аренду капеллану Петрусу.
Долгое время церковь была известна как Хет Хаантже (нидерл. Het Haantje) и Хет Херт (нидерл. Het Hert), а современное название «Господь наш на чердаке» закрепилось за ней начиная с XIX века. В 1887 году на улице Принс Хендриккаде (нидерл. Prins Hendrikkade) была построена базилика Святого Николая, и бывшая тайная церковь перестала использоваться как культовое сооружение. В 1888 году по инициативе историков и краеведов известных как «Амстелский кружок» (нидерл. Amstelkring), в здании был учреждён музей Амстелкринг (нидерл. Museum Amstelkring). Это старейший музей города после Рейксмюсеума.
Церковь расположена на чердаке четырёхэтажного дома и представляет собой вытянутое помещение со стенами с простым убранством и с парными двухъярусными галереями по бокам. Считается, что одновременно на богослужении церковь могла вместить около 150 верующих. Украшением зала является пышно оформленный алтарь, помещённый в нише между деревянными колоннами, отделанными под мрамор. В церквях XVII—XVIII веков было распространено размещение заалтарных образов, которые могли заменяться в зависимости от времени года. В церкви «Господь наш на чердаке» также были четыре подобные картины, три из которых дошли до современной эпохи: крещение Иисуса Христа, воскрешение Христа и сошествие Святого Духа. В других помещениях музея частично сбережены некоторые детали внутреннего убранства XVII века, а стены кухни выложены делфтскими изразцами, на которых представлены старинные детские игры.
В первой половине 2010-х годов в музее была проведена реставрация и к соседнему зданию был проложен подземный переход. В новом отделении музея было создано больше пространства для посетителей, включая магазин и музейное кафе. Ремонт был завершён в 2015 году, и на церемонии открытия присутствовала королева Нидерландов Максима. 
Здание используется не только как музей, но и как церковь: в ней проходят службы, венчания, мессы под аккомпанемент органа. Музей открыт с понедельника по субботу с 10 до 18 часов, в воскресенье с 13 до 18 часов, а в некоторые праздничные дни работает по сокращённому графику.